# Bergadana

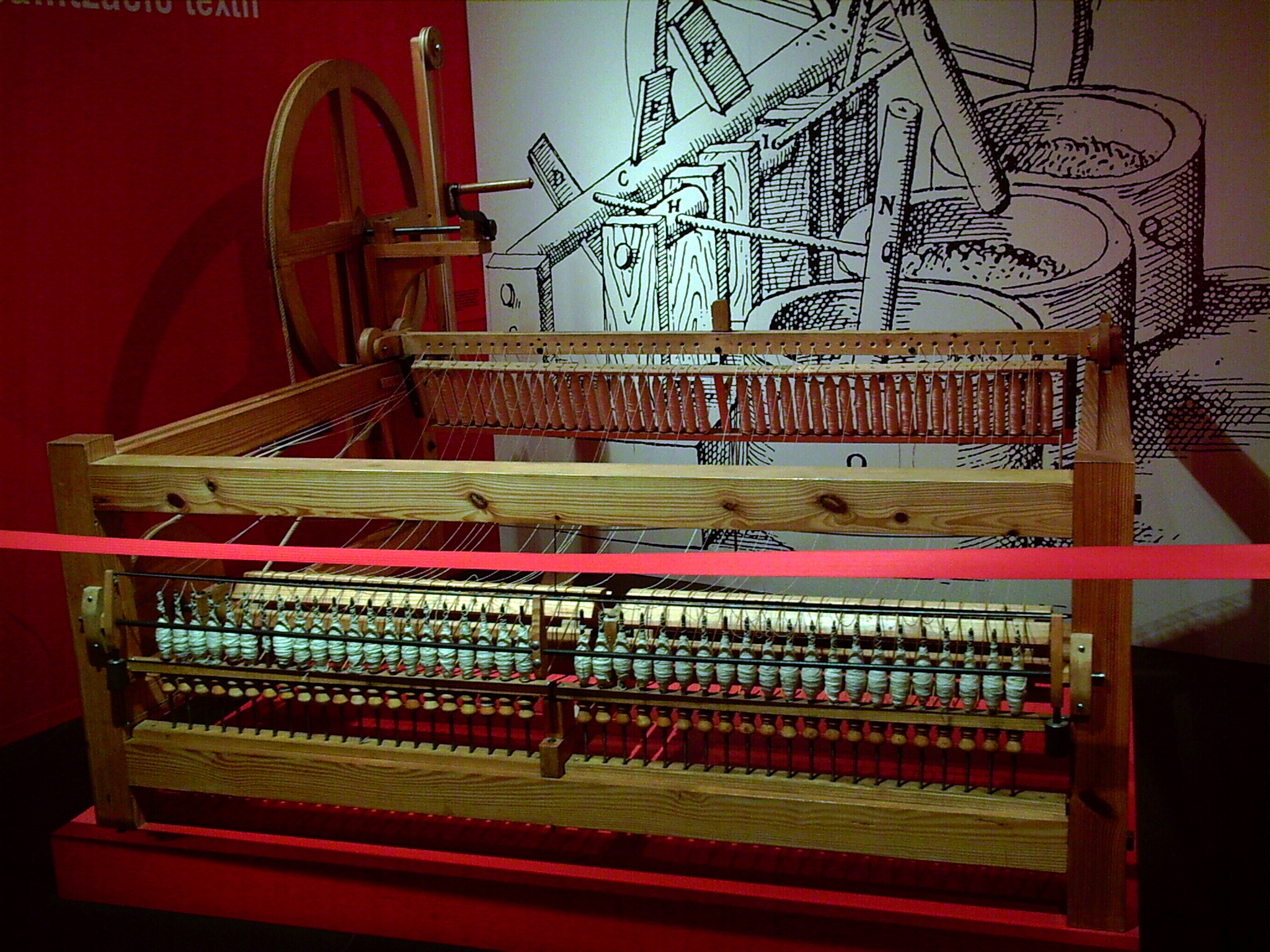
Máquina de hilar maixerina o berguedana que se conserva en el Museo de la Ciencia y de la Técnica de Cataluña de Tarrasa.

Bergadana y maixerina son los nombres que se dio a una máquina de hilar diseñada por el carpintero Ramón Farguell entre los años 1790 y 1795.
Las denominaciones se deben al gentilicio de la localidad de Berga y al apodo de su inventor (el «Maixerí»).
Esta hiladora permitía hilar a la vez con más de un huso o púa, incrementando el rendimiento. Así, con sus 130 púas, aventajaba la Spinning Jenny del inglés James Hargreaves, que solo tenía 40 estando ya esta atrasada con respecto a la más nueva hiladura Mule Jenny de 1320 púas inventada en Inglaterra ya entre 1776-1779. Estas mejoras en la nueva maquinaria textil dio un gran impulso a la industria algodonera catalana, al sustituir una parte de las importaciones de algodón hilado por las hilaturas locales. No obstante, la precoz industrialización no tuvo una continuidad en el tiempo que permitiera una revolución industrial en España similar a la revolución industrial inglesa.
La máquina se usó hasta 1870.